# Мехетиа
Мехериа или Мехетиа (на френски: Mehetia) е вулканичен остров в Windward острови, в източната част на Дружествените острови на Френска Полинезия. Намира се на 110 km източно от Таити. Островът е с площ от 2,28 km², а най-високата му точка е 435 m.
През 1981 и 1983 г. е имало сеизмична активност в района на Мехетиа, която е довела до многобройни земетресения с магнитуд от 4,3 по скалата на Рихтер.